# Isotoma scapigera
Isotoma scapigera är en klockväxtart som först beskrevs av Robert Brown, och fick sitt nu gällande namn av George Don jr. Isotoma scapigera ingår i släktet Isotoma och familjen klockväxter. Inga underarter finns listade i Catalogue of Life.